# Недостаточность иммуноглобулина M
Изолированная первичная недостаточность иммуноглобулина M (или селективная IgM-недостаточность, селективный дефицит IgM) - редко встречающаяся дисгаммаглобулинемия, характеризующаяся устойчивым снижением уровня IgM при сохранении нормального уровня других иммуноглобулинов. Заболевание ассоциировано с некоторыми клиническими заболеваниями, включая частые и рецидивирующие инфекции, атопии, синдром Блума, целиакию, системную красную волчанку, злокачественные новообразования, однако может наблюдаться и у здоровых людей. У пациентов с селективной IgM-недостаточностью отмечена высокая частота рецидивирующих инфекций верхних дыхательных путей (77%), астма (47%) и аллергический ринит (36%). Заболевание является очень редкой формой дефицита антител, распространенность составляет 0,03% у населения в целом и 0,1% среди госпитализированных больных.
Этиология селективной IgM-недостаточности остается неясной, хотя были предложены различные механизмы, например, увеличение регулирующей функции Т-клеток, функций дефектных Т-хелперов и нарушение терминальной дифференцировки В-лимфоцитов в конкретно IgM-секретирующие клетки среди прочих клеток. Вызывает недоумение, что это переключение классов антител, по-видимому, является нормальным (т.к. сывороточные уровни других антител в норме), в то время как дисфункция синтеза IgM ожидается вместе с аномалиями синтеза других иммуноглобулинов. Несмотря на четкий патогенез и общепринятое определение, для селективной IgM недостаточности критическим значением уровня IgM может являться нижний предел референтного диапазона сывороточного уровня IgM, например, 43 мг/дл у взрослых или даже 20 мг/дл..